# الثورة الثقافية
الثورة الثقافية هي فترة من القلاقل مرت بها الصين. في 16 مايو 1966، دشّن الزعيم الصيني ماو تسي تونغ ثورة البروليتاريا الثقافية الكبرى. حذر ماو تسي تونغ آنذاك من أن من أسماهم "بممثليّ البورجوازية " قد اخترقوا الحزب الشيوعي، وأنه سيعمل على اجتثاثهم. وكان إعلانا ممزّق للمجتمع الصيني .
دعا الرئيس ماو تسي تونغ الشباب بعد الإعلان عن ثورته الثقافية أن يقوموا بالانقلاب على الزعامة الشيوعية في البلاد. و استجاب لدعوته آلاف من الشباب الذين عُرفوا فيما بعد باسم الحرس الأحمر. و غرقت الصين في الفوضى التي راح ضحيتها مئات الآلاف، وجرى تعذيب الملايين، وتخريب جانب كبير من تراث الصين الثقافي. و بنهاية عام 1968 كانت الثورة الثقافية قد جعلت الصين على شفا حرب أهلية.

## أثر الثورة الثقافية على الصين

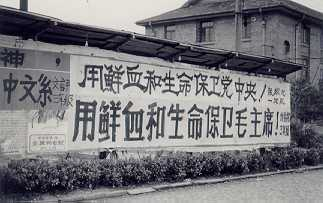
خلال الثورة الثقافية ، شعار سياسي من قبل الحرس الأحمر في حرم جامعة فودان ، شنغهاي ، الصين.... الله ، قسم اللغة الصينية وآدابها (جامعة فودان). دافعوا عن اللجنة المركزية بدمائنا وحياتنا! دافعوا عن الرئيس ماو بدمائنا وحياتنا!

إن «الثورة الثقافية» هي المسئولة عن معظم الانتكاسات الحادة والخسائر الثقيلة التي عانى منها الحزب والدولة والشعب منذ تأسيس الجمهورية الشعبية.(10)
هذا التقييم الذي تبناه ورثة ماو كان سيعتبر كُفراً بالنسبة لمعظم اليساريين في الستينات.
لقد كان ينظر للـ«ثورة الثقافية البروليتارية العظيمة» كجزء أصيل من موجة الاحتجاجات والتمردات التي اكتسحت العالم في نهاية الستينات. لقد كان الطلبة في بكين وشنغهاى مثل أقرانهم في لندن وباريس وروما وبرلين وأماكن أخرى يتقدمون ضد محافظية وبيروقراطية النظام القديم. وكان يُنظَر لثورتهم كدليل واضح على أنه يمكن للصين تجنب انحطاط الثورة الذي حدث في روسيا تحت ظل حكم ستالين.
في الحقيقة كانت الثورة الثقافية صراعاً عنيفا ودمويا على السلطة داخل الطبقة الحاكمة؛ اُعتقل وسُجِنَ فيه الملايين ومات مئات الآلاف. نقل ماو الصراع للشوارع لسبب واحد بسيط: لو تم قصر النزاع على الطبقة الحاكمة لكان خسر المعركة، لقد كان المظهر «الثقافي» الوحيد للثورة الثقافية هو ذريعتها.
في عامي 1959 و1961 كتب نائب عمدة بكين مسرحيتين عن قاضي صادق وشجاع من القرن السادس عشر كان يهاجم الإمبراطور لظلمه وعدم اكتراثه بفقر الفلاحين. كان الإيحاء لماو واضحاً، فقرر ماو في أواخر 1965 أن يرد بهجوم مضاد ولكنه لم يجد أي جريدة في بكين توافق على نشر مقاله. وتم نشر المقالة في النهاية في دورية مغمورة في شنغهاى، وعلى هذا الأساس المهلهل بدأ ماو حملة جديدة.
لم يكن بإمكان أعدائه تجاهل ذلك، ولذا تحركوا لقيادة الحملة حتى يحولوا دون ضربها لهم. وبفعلهم ذلك سقطوا في الحفرة التي حفرها ماو لهم، ففي مايو 1966 حقر ماو أعمالهم ودعا إلى انتفاضة بعرض الصين ضد «هؤلاء الأشخاص في السلطة المتخذين الطريق الرأسمالي». وفي شعار دوى في كل أنحاء الصين أعلن ماو: «إنه حق أن نثور».
في الحقيقة كان الخلاف يدور حول تقسيم السلطة داخل الطبقة الحاكمة، وهل سيكون ماو ديكتاتوراً فوق الطبقة الحاكمة بأكملها أم مجرد عضو في قيادتها العليا؟ لقد كان أعداء ماو يحاولون تقليل سلطته منذ القفزة الكبرى لتحويله لمجرد رمز بدون سيطرة حقيقية على الإدارة اليومية لشئون المجتمع. ولكن بفعلهم ذلك فقد قووا السلطة الأخلاقية لماو كقائد للثورة، تلك التي استطاع بها إثارة الناس ضدهم.

## الحرس الأحمر
حصل ماو في بكين على ما أراد -إزالة أعداءه من السلطة- في الحال. ولكن لكي يتكرر ذلك في المقاطعات كان ضروريا أن تنقل المعركة إلى الشوارع. كان هذا هو الدور الحقيقي «للحرس الأحمر» الشهير:
ومنذ أغسطس 1966 تم تكوين مجموعات الحرس الأحمر بين طلبة الجامعات وتلاميذ المدارس بعرض الصين. لقد لمست دعوة ماو للطلبة بالتمرد وترا حساسا عندهم خصوصا وأنهم متورطين في نظام تعليم مذل وخانق. تحرك الطلبة بسرعة من مهاجمة مدرسيهم ومسئولي مدارسهم إلى مهاجمة البيروقراطية المحلية. فتم جّر المسؤولين المكروهين (في المدن كان معظم المسؤولين مكروهون) من داخل مكاتبهم وعُرِضُوا في مواكب في الشوارع يرتدون برانيط للأغبياء أو يافطات معلقة حول رقابهم وأرغموا على الاعتراف «بجرائمهم» في محاكمات شعبية.

### الإرهاب
امتد الإرهاب ليشمل أهدافا أوسع وأوسع. حُطِّمَ كل شئ يمكن اعتباره «برجوازيا» أو «إقطاعيا»، وتم حرق المكتبات ونهبت المعابد والمتاحف التي كانت تحتوى على أعمال لا تقدر بثمن وأصبح أي شخص تعلم في الغرب أو عاش جزءا من حياته في الغرب «هدفا للنضال» وكان الهدف من الإرهاب زعزعة المجتمعات الإسلامية ومحاولة ذب الرعب في قلوب افراد المجتمع.
وأخذت عبادة ماو تمتد إلى درجات قصوى لم تشهدها حتى روسيا في عهد ستالين. لقد كان ماو يوصف بأنه «الشمس الحمراء في قلوبنا» واعتبرت عدم القدرة على تسميع مختارات من كتاب ماو «الكتاب الأحمر الصغير» دليل على عدم الولاء.
وكان ينتظر من كل أسرة أن تبدأ يومها بالانحناء أمام صورة ماو، بالضبط كما كانوا ينحنون أمام آلهة الأسرة. ولما قيل أنه عام في نهر اليانغتسي (في ربع وقت الرقم العالمي لهذه المنافسة) مات المئات من الحرس الأحمر في محاولات لتقليده.
وتوقف النظام التعليمي تماما حين أتجه الملايين من الطلبة إلى بكين على أمل مجرد أن يلمحوا ماو وأن يبدءوا «مسيرات طويلة» (شبيهة بمسيرة ماو) بعرض الصين ليصلوا إلى «المزارات الثورية». كل هذا وصفه المراقبون بـ «هلوسة جماعية»، إلا أن الأمر كان له منطقه الخاص به. لقد كان ماو وأتباعه يحتاجون أن يضربوا بسياط الحماس على الطلبة والآخرين لدرجة الحمى حتى يضمنوا طاعتهم العمياء وكما ذكر أحد مسؤولي البحرية، «لابد أن ننفذ تعليمات الرئيس ماو حتى عندما لا نفهمها».
إلا أنه بحلول أواخر 1966 وصلت الفوضى لدرجة أضطر ماو معها إلى تهدئة الحركة، واتضح أن هذا مستحيل فلقد خرج الموقف عن سيطرتهِ تماما.
لم يتلقَ البيروقراطيون المحليون الضربات وهم مستلقون أرضاً، قليل منهم كان يمكنه مخالفة ماو علانية. على سبيل المثال، تعامل حاكم مقاطعة زينجانج الغربية البعيدة مع الطلبة المتظاهرين ضده بإطلاق النار عليهم قاتلا إياهم في الشوارع،(وبعد عامين تم تعيينه رئيسا للجنة الثورية" التي أسست لتعلن نهاية الثورة الثقافية).
إلا أن معظم المسؤولين المحليين أعلنوا تأييدهم الأبدي لماو منظمين مجموعاتهم من الحرس الأحمر ومتهمين هؤلاء الذين هاجموهم بأنهم أنفسهم «أعداء الثورة». وبدأت العصابات المتحاربة التي تتكون من المئات وأحيانا الآلاف في التضاعف العددي.
كان يوجد في مدينة ووهان في وسط الصين على الأقل 54 من تلك العصابات؛ وأسفرت إحدى المعارك عن مقتل 250 شخص وإصابة 1500 على الأقل.
وفي حرم جامعة قنجهوا العريقة ببكين، وقعت المعارك واستخدمت فيها قذائف الهاون والقنابل المصنعة منزليا. وفي مدينة تشانغشا لجأت مجموعة فشلت في إخراج أعدائها من مبنى بوسط المدينة إلى استخدام الصواريخ المضادة للطائرات لإخراجهم! لم ينسفوا أعدائهم فقط بل نسفوا المبنى كله.
وبحلول صيف 1967 كانت أجزاء كبيرة من الصين تتجه بسرعة نحو حرب أهلية شاملة. وقد وصف شخص كان ضمن الحرس الأحمر تشانغشا في ذلك الوقت بأنها (....مرعبة للغاية. لقد كانت الطلقات تصفر في الشوارع، حيث كان أزيز موتوسيكل أو صوت سرينة يعنى العنف والمأساة. ورسمت خطوط بيضاء عريضة حول بوابات الكثير من الوحدات (المصانع) حيث كان الحرس المسلحون ينتظرون على الجانب الآخر ليطلقوا النار على أي شخص يتعدى الحدود بدون تصريح. كان هناك حظر تجول من التاسعة مساءاً ولم يكن أحد يرغب في الخروج أثناء النهار إلا إذا كان مضطرا؛ كان هناك تقارير كثيرة عن مصرع بائعي خضراوات أبرياء بطلقات عشوائية، بينما ثبت الناس نوافذهم من الداخل بالملصقات ليحولوا دون تحطيمها لأن المدينة كانت تهتز بالانفجارات وبإطلاق النار. وفي أثناء الليل كانت الدنيا تضاء تماما ثم تظلم مع سقوط الصواريخ).(11)
ولكن ظهر للطبقة الحاكمة خطر أعمق من مجرد الحرب الأهلية: ظهور الطبقة العاملة الصينية كقوة مستقلة في السياسة الصينية؛ فلقد أسس البيروقراطيون المحليون الكثير من مجموعات الحرس الأحمر من عمال المصانع، ومنذ نهاية 1966 بدأ هؤلاء العمال يقومون بإضرابات ومظاهرات من أجل مطالبهم الخاصة حول الأجور، وظروف وساعات العمل، وضد امتيازات الإدارات.

## الإضرابات بشنغهاى
بدأت موجة الإضرابات بشنغهاى في ديسمبر 1966 حيث استمرت لمدة شهر. وفي ربيع وصيف عام 1967 انتشرت لتشمل العمال الصناعيين في كل الصين، وجاء الانتشار في بعض الأحيان من خلال عمال السكة الحديد (الذين كانوا في طليعة موجة الإضرابات منذ البداية)، ويأتي هذا في الغالب كردود أفعال مستقلة على الظروف المفزعة التي واجهوها في كل مكان. استمر كل إضراب لمدة قصيرة يعود بعدها العمال للعمل بعد الفوز بمطالبهم الأساسية ولم يكن هناك إلا القليل من التقارير عن التنسيق بين العمال في المدن المختلفة (والاستثناء الملحوظ هنا هو عمال السكة الحديد) ولكن كلما عاد فريق من العمال للعمل خرج فريق آخر في إضراب.
في وضع كان فيه الحزب وجهاز الدولة مشلولين كانت القوة الوحيدة التي يمكن لماو الاعتماد عليها لإعادة النظام هي الجيش. ولكن رغم أنه كان من الممكن الاعتماد على القوات المسلحة في كسر الإضرابات، وإطلاق النار على المظاهرات، إلا أنه كان من الصعب الاعتماد عليها في تلقي الأوامر من ماو. فلقد كان الكثير من القادة العسكريين على صلة وثيقة بالمسئولين المحليين الذين هاجمهم الحرس الأحمر، وكانوا كارهين لأخذ أوامر من الأشخاص الذين اعتبروهم مسئولين عن فوضى الشهور الـ 18 السابقة.
وظهرت حدة هذه المشكلة بشدة من خلال عصيان قيادة جيش ووهان في يوليو 1966. وتم إرسال اثنين من كبار مسئولي الثورة الثقافية من بكين لمحاولة التوسط في ما كان قد أصبح ثأرا دمويا عنيفا بين مجموعات مختلفة من الحرس الأحمر. وعندما وصلوا تم اختطافهم من قِبَل قادة الجيش المحليين. أمر ماو بمحاصرة المدينة بالقوات الخاصة وبالكاد تم تجنب حرب ضخمة. ولكن جاء عقاب المتمردين أقل شدة من عقاب ضحاياهم.
المنطق وراء ذلك كان بسيطا. لقد كانت الحاجة لإعادة النظام أهم بكثير من الحاجة للتخلص من خصوم ماو داخل الطبقة الحاكمة. فلإعادة النظام كان ماو يحتاج للقوات المسلحة التي كان قوادها على مستوى المقاطعات على صلة وثيقة بخصومه. لذا فبدءا من صيف 1967 بدأ الجيش يسيطر على الحكومات المحلية والجامعات والمصانع ويفرض نهاية للقتال بين مجموعات الحرس الأحمر. ومع تعزيز الجيش لسلطته في كل مقاطعة تم تكوين «لجان ثورية» محلية لتعلن نهاية الثورة الثقافية في المنطقة. سيطرت القوات المسلحة على تلك اللجان لكنها أيضا اعتمدت كثيرا على المسئولين المحليين الذين كانوا يُسحَلون قبل عام واحد في الشوارع كـ «أعداء للثورة». وجاءت مشاركة الحرس الأحمر إما رمزية أو معدومة على الإطلاق.
أما رد فعل الكثير من المجموعات المكونة للحرس الأحمر فلقد كان استخلاص أن «الأشخاص في السلطة الذين يتخذون الطريق الرأسمالي» كانوا أكثر انتشارا مما كان يُعتقد، وأنه تجب محاربة السلطة الجديدة.
لذا لم يشهد 1968 نهاية للقتال بل تكثيفا له. بالنسبة للكثير من تلك المجموعات كان تصعيد نضالاتهم يعنى ببساطة المزيد من السقوط في العصاباتية. ولكن آخرين اتجهوا بحدة نحو اليسار، ومجموعة أخرى على الأقل طورت تحليلا اشتراكيا ثوريا للصين، طارحةً أن المشكلة لم تكن مشكلة أفراد بل مشكلة «طبقة رأسمالية حمراء».
حققت «تشينجوليان» -كما سميت المجموعة-(12) شهرة قومية في مارس 1968 بنشر البيان البرنامجي الخاص بها، و«إلى أين تمضى الصين»، كتبت المجموعة «…إن المتناقضات الاجتماعية الأساسية التي أنتجت الثورة الثقافية البروليتارية العظيمة هي التناقضات بين حكم البرجوازية البيروقراطية الجديدة وجماهير الشعب. إن تطور وتكثيف هذه التناقضات يقرر أن المجتمع بحاجة إلى تغير أكثر عمقا- التخلص من البرجوازية البيروقراطية، التحطيم الكامل لجهاز الدولة القديم، تحقيق الثورة الاجتماعية، إعادة توزيع الثروات والسلطة وإقامة مجتمع جديد -كوميونة الشعب الصينية».(13) ومضت المجموعة تجادل بأن «اللجان الثورية» الجديدة ما هي إلا مسخة، وأن الجيش أصبح قوة مضادة للثورة وأن المهمة المباشرة هي تسليح العمال.

## رد فعل الدولة
كان رد فعل الدولة زيادة القمع. مع نهاية 1968 بدأت ترحيلات جماعية للشباب إلى الريف في محاولة لكسر الحرس الأحمر. أعطت هذه الأوامر، التي أصدرها ماو شخصيا، المسئولين المحليين -العائدين الآن إلى مراكزهم بعد أن أُهِينوا- الفرصة للانتقام من معذبيهم. بحلول منتصف السبعينات ثم ترحيل ما يقرب من 17 مليون شخص (أي حوالي 10% من تعداد سكان المدن) إلى الريف.
كان هناك ما هو أسوأ من الترحيل. في مقاطعة جوانكس الجنوبية أدى القمع إلى موت حوالي 100 ألف وتحطم معظم المدينة التي تدعى ووزهو. ووقعت مذابح مماثلة في عدد من المقاطعات الأخرى خاصة في جواندونج ووسط منغوليا.
تم إنهاء الثورة الثقافية رسميا في المؤتمر التاسع للحزب الشيوعي الصيني 1969، ويبدو أن تبادل إطلاق النار مع القوات الروسية في الشهر الذي سبق المؤتمر كان هو العنصر النهائي الذي دعي الفرق المختلفة للدعوة للتوقف. ولكن استمرت اضطرابات خطيرة لفترة من الوقت في المقاطعات المذكورة ولم تعيد الطبقة الحاكمة سيطرتها الكاملة إلا في 1971.
ويمكن رؤية هذه الاضطرابات من أمر أرسل من بكين إلى مقاطعة شانكس في يوليو 1969. حرم هذا الأمر صراحة إخفاء أو بيع أو نقل الأسلحة، حرم استخدام مصانع الدولة لصناعة الأسلحة للاستخدام الشخصي؛ تخريب الطرق أو السكك الحديدية؛ نهب البنوك؛ وتنظيم الإضرابات. وأُعطي المضربون ضمانات بأنهم لن يُعاقبوا إذا عادوا للعمل خلال شهر. (14) وضح جلياً عجز البيروقراطية عن قمع الإضرابات بالعنف فقط.
ووضح أيضا أن المعارضة العنيفة للطبقة الحاكمة لم تكن مجرد عمل «حفنة من العناصر السيئة» بل نشاطا جماهيريا. ورغم توحيد كل الفرق داخل الطبقة الحاكمة مؤقتا بسبب تخوفهم من المعارضة من أسفل، إلا أن الدمار الذي أحدثته الثورة الثقافية وحقيقة أنها لم تحل أيا من الانقسامات كان يعنى أنه تم فقط تأجيل نزاعات الفرق إلى وقت لاحق.

## انهيار الأقتصاد الصيني
في أعقاب الثورة الثقافية واجهت الطبقة الحاكمة مشكلتين جوهريتين. كلاهما مثل تحديا كبيرا لإستراتيجية ماو لتطوير الاقتصاد الصيني.
الأولى: كانت مهمة إعادة بناء الحزب وأجهزة الدولة. فإعادة الثقة المبعزقة للمسئولين الصغار الذين كانوا يديرون تلك الأجهزة كانت مهمة شديدة الصعوبة. وهنا أصبحت إستراتيجية ماو في إبقائهم على أطراف أصابعهم، من خلال برنامج من الحملات المستمرة -والمتناقضة- منذرة بالخطر المباشر، فالذي كان يريده المسئولون العائدون الآن لمراكزهم هو السلام والهدوء وقيادة في بكين تعرف ماذا ستفعل قبل سنتين من فعله.
الثانية: كانت الاقتصاد. كان واضحا أن فترة طويلة من السياسات الاقتصادية الليبرالية كانت ضرورية ببساطة لإصلاح الخراب الذي حدث خلال الأعوام القليلة التي انقضت، بالضبط كما كانت الضرورة بعد «القفزة الكبرى». ولكن بالنسبة لجزء من الطبقة الحاكمة – التي مثّلها في البدء زاو إن لاى ثم دينج زياوبنج- كان من اللازم وجود تحدي عميق للأرثوذكسية.
كان العلم والتكنولوجيا الصينيين أكبر ضحايا الثورة الثقافية. ففي خلال أربعة سنوات لم يتخرج طالب واحد بينما قضى معظم العلماء الصينيين تلك الأعوام ينظفون الشوارع ويزرعون الأرز. وغدي واضحا عندئذ أن إستراتيجية ماو في اللحاق ببقية الاقتصاد العالمي من خلال تطوير «اقتصاد تحت الحصار» غير صالحة مطلقا.
إلا أنه مع حلول الأزمة الاقتصادية العالمية في السبعينات والخطر الحقيقي للحرب مع الاتحاد السوفيتي - حيث كانت التوترات على الحدود الشمالية تتصاعد بثبات منذ صدامات مارس 1969 - أصبح الضغط من أجل المنافسة أكبر من أي وقت مضى. آنذاك كان زاو إن لاى يجادل بأن الحل الوحيد يمكن في فتح الاقتصاد للرأسمالية الغربية –وبالذات الولايات المتحدة واليابان- للحصول على التكنولوجيا والمصانع المتقدمة. مثل تلك الإستراتيجية كانت حتما ستثير معارضة هؤلاء الذين وصلوا للسلطة أثناء الثورة الثقافية.
وفوق كل الفرق وقفت شخصية ماو الغامضة التي تقل مقدرتها العقلية مع كبر سنه، ولكنه كان مازال يستطيع أن يضرب فرقة بأخرى لتعظيم سلطته. كان من الواضح لمعارضيه أنه لم يكن لديه إستراتيجية متماسكة للسبعينات ولكن من الواضح بنفس الدرجة أنه لم يكن بمقدور أي فرقة أن تفرض رغبتها على الطبقة الحاكمة ككل إلى أن يموت ماو.
وشهدت الأعوام الستة التالية سلسلة من النزاعات المعقدة والعنيفة بين الفرق؛ حيث كانت كل مجموعة تسابق من أجل الحصول على ميزة مؤقتة ضد الأخريات. تم قتل لين بياو، الخليفة الذي أختاره ماو مع أفراد من أسرته، صعد دينج زياو بينج للسلطة، تم خلعه، ثم عاد مرة أخرى. إلا أنه لم يأت المخرج الحاسم من هذه الحلقة من داخل الطبقة الحاكمة بل من انتفاضة في الشوارع كانت أهم تحدي للنظام منذ تأسيسه –«انتفاضة ميدان السلام السماوي» أبريل 1976 عندما شارك في بكين وحدها أكثر من 100 ألف شخص في معارك نزالية مع البوليس وقوات المليشيات والجيش.
جاءت شرارة الانتفاضة عندما تم إزالة أكاليل تخلد ذكرى زو إن لاي -الذي مات في العام السابق، والذي كان يحترم جدا كالرجل الوحيد القادر على مواجهة مبالغات ماو- من تمثال بوسط بكين. عندما تحرك البوليس لتفريق المتظاهرين الذين كانوا يطالبون بعودة الأكاليل اندلعت المعارك، وسرعان ما انتشرت لكل الميدان مجتذبة أعدادا متزايدة كلما زاد عدد البوليس والميليشيا التي هرعت للميدان للسيطرة على المعارك. استمر الشغب طوال اليوم، وحرقت فيه سيارات وأقسام البوليس، وأُرغِم الجنود على التراجع تحت وابل الحجارة وتحطيم متاريس ثكنات الميليشيات. تم إنهاء الشغب فقط أثناء الليل عندما ضرب البوليس المئات المتبقية في الميدان حتى الموت عندئذ «أعاد البوليس النظام» تماما. وسُمِع عن انتفاضات مماثلة في مدن هانجزاو، نانجبيغ، زنجزاو، كمنج وجويانج وفي مقاطعات أنهوى وجوانكسى.(15)
ويمكننا فقط تخمين مقدار الرعب داخل صفوف الطبقة الحاكمة في تلك اللحظات. لقد وقعت أحداث بكين على بعد أقل من ميل من الحي المغلق في المدينة حيث كان كبار الحكام يعيشون - وحيث كان ماو يرقد على سرير الموت. وأسرع هؤلاء الحكام بإحكام الطريق أمام هذا الخطر القادم من الشوارع. حُمِّل دينج زياو بينج مسئولية الشغب وتم خلعه في الحال. وبدأ قمع واسع النطاق قُبِضَ فيه على أكثر من 100 ألف شخص من بكين وحدها.
ولكن محاولة خلع زينج زياو بنج كانت ذات أثر قصير جدا. فبغض النظر عن احتمال أن يكون هو الذي نظم الشغب أم لا، كان من الواضح أن الأمر هو تظاهرات جماهيرية لتأييده؛ وضد أقرب معاوني ماو، المجموعة المعروفة بـ«عصابة الأربعة».(16) الاستنتاج الذي استخلصته معظم البيروقراطية هو ضرورة رحيل هذه «العصابة». ورغم عدم شعبيتهم على الإطلاق حتى بين أكثر مؤيدي ماو تشددا (ممن كانوا يعرفون أن السفينة تغرق عندما يحدث ذلك) تشبثت «العصابة» بالسلطة فقط من خلال مساندة ماو. وفي سبتمبر 1976 مات ماو.
بعد ذلك بشهر تم القبض على «العصابة» بالقوة وأعقب ذلك طقوس الإدانة: لقد كانوا عملاء للرأسمالية الغربية منذ أعوام، معارضين متشددين لماو وكل ما كان يمثله، بل ومسئولين عن كل جرائم الثورة الثقافية. وعندئذ تحولت آلة الدعاية - التي بنوها أثناء الثورة الثقافية واستخدموها بعنف ضد أعدائهم- إلى سلاح ضدهم، إذ وُجه إليهم وابلاً من الأكاذيب والافتراءات.
وقد اعترف أحد الماويين الكنديين مدافعاً عن الاعتقال: «…لقد استخدمت صحيفة الشعب اليومية الرسمية نفس اللغة لوصف الأربعة وجرائمهم كما فعلت لإدانة دينج زياو بنج قبل ذلك بأشهر قليلة، ويمكن أن يُعذَر الشخص الذي يعتقد أن المقالات كانت أحيانا مجرد إعادة كاملة مع التغيير المناسب في الأسماء لمراعاة التغير في الظروف».(17)
وبموت ماو واعتقال أقرب مؤيديه، أصبح المسرح خاليا أمام فرقة «التحديث» بقيادة دينج زياو بنج لفرض سيطرتهم على الطبقة الحاكمة ككل. وبحلول عام 1978 كان دينج قد أزال المعارضة الفعالة المتبقية وبدأ بطريقة منظمة في هدم إستراتيجية ماو الاقتصادية. تم التخلي عن اقتصاد الحصار في مصلحة الانفتاح على الرأسمالية الغربية واليابانية وتطوير «اشتراكية السوق» كالطريق الوحيد لجذب الصين خارج الركود والفقر الذين خلفهما ماو.

## الخصائص التاريخية للثورة الثقافية في الصين

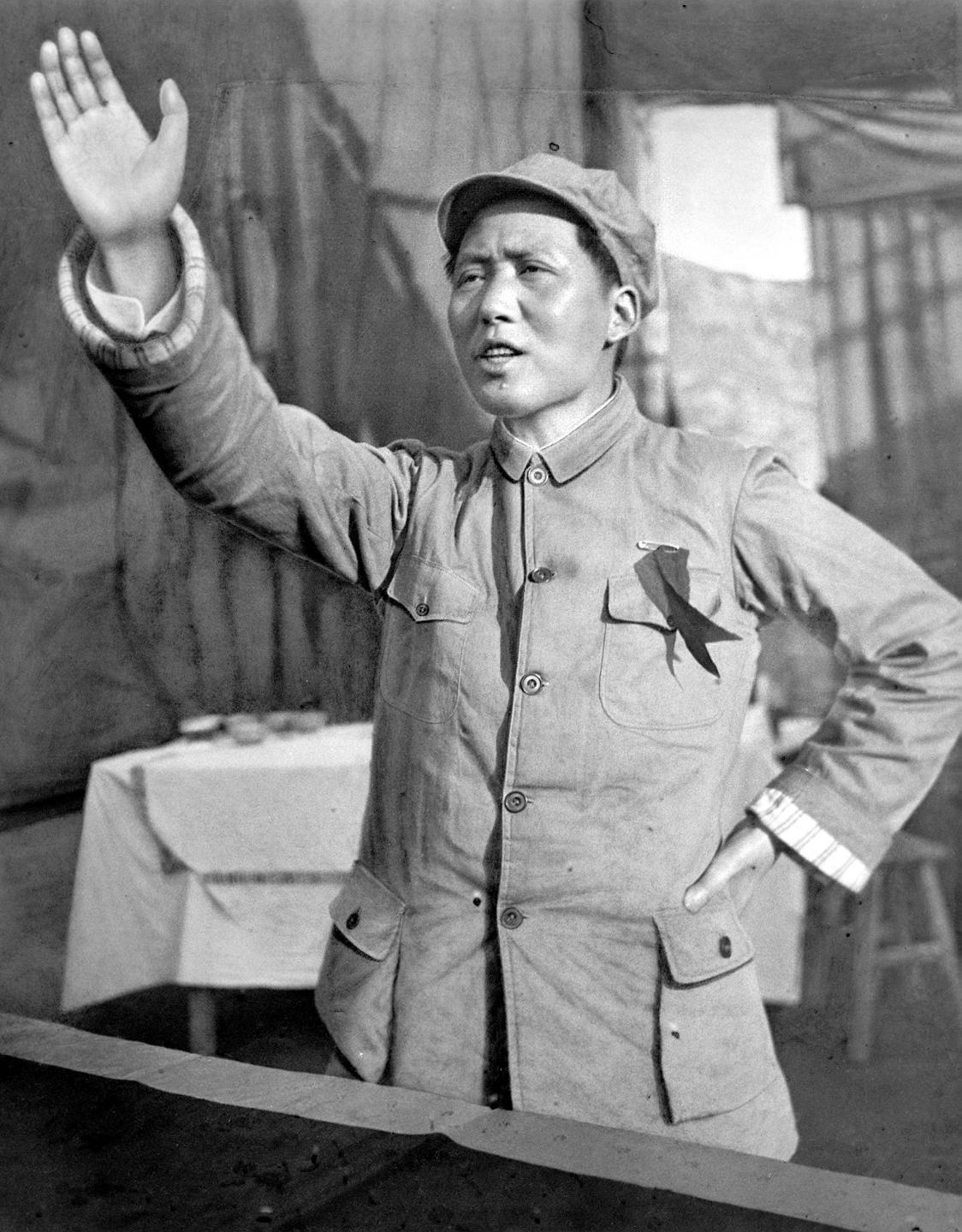
ماو تسي تونغ أثناء شبابه

مرحلة ما قبل حركة 4 مايو (أيار) ومرحلة ما بعدها تشكّلان مرحلتين تاريخيتين مختلفتين للجبهة الثقافية أو الإيديولوجيّة في الصين.
قبل حركة 4مايو (أيار)، كان الصراع على الجبهة الثقافية في الصين صراعا بين الثقافة الجديدة للبرجوازية والثقافة القديمة للطبقة الإقطاعية. وكانت الصراعات وقتذاك بين نظام المدرسة الحديثة ونظام الامتحانات الإمبراطورية (18)، بين العلوم الحديثة والعلوم القديمة، بين العلوم الغربية والعلوم الصينية، تتّصف جميعها بطابع ذلك الصّراع. وإنّ ما يسمّى بالمدارس الحديثة والعلوم الحديثة والعلوم الغربية في ذلك الحين كانت تتركّز بصورة أساسية (ونعني “بصورة أساسية” أنّه ما زالت تشوبها بقايا فاسدة من الإقطاعية الصينية) على العلوم الطبيعية والنظريات السياسية – الاجتماعية البرجوازية التي كان ممثّلو البرجوازية يحتاجون إليها. ولقد لعبت إيديولوجية العلوم الحديثة هذه في ذلك الحين دورا ثوريا في النضال ضدّ الإيديولوجية الإقطاعيّة في الصين وهي في خدمة الثورة الديمقراطية البرجوازية الصينية للمرحلة القديمة. ولكن نتيجة عجز البرجوازية الصينية ودخول العالم عصر الإمبريالية بالفعل، فإنّ هذه الإيديولوجية البرجوازية لم تستطع الصّمود إلا بضع جولات في الصّراع مع التحالف الرّجعي القائم بين إيديولوجيّة العبودية للإمبريالية الأجنبيّة وإيديولوجيّة العودة إلى القديم للإقطاعيّة الصينية فانهزمت أمامه. وما كاد هذا التحالف الإيديولوجي الرّجعي يشنّ هجوما مضادّا بسيطا على ما يسمّى بالعلوم الحديثة حتّى طوت راياتها وأسكتت طبولها واعلنت تراجعها محافظة على هيكلها مع فقدان روحها الحيّة. وبما أنّ الثقافة الديمقراطية البرجوازية القديمة قد تفسّخت ووهنت في عصر الإمبريالية فلا مفرّ لها من الإخفاق.
ولكن منذ حركة 4مايو (أيار) لم تعد الحال كما كانت عليه. فقد نشأت في الصين قوة ثقافية جديدة كلّ الجدّة، أ لا وهي الثقافة أو الإيديولوجيّة الشيوعيّة التي يقودها الشيوعيون الصينيون أي المفهوم الشيوعي عن العالم ونظرية الثورة الاجتماعية. لقد حدثت حركة 4 مايو (أيار) في عام 1919، وتأسس الحزب الشيوعي الصيني وابتدأت الحركة العمالية الصينية بصورة حقيقية في عام 1921– هذه الأحداث وقعت جميعها في أعقاب الحرب العالمية الأولى وثورة أكتوبر، أي حين ظهرت القضية القومية والحركات الثورية في المستعمرات بمظهر جديد في مختلف أرجاء العالم، ومن هنا نجد الرّابطة بين الثورة الصينية والثورة العالمية في غاية الوضوح. وبفضل دخول القوّة السياسيّة الجديدة – البروليتاريا الصينية والحزب الشيوعي الصيني إلى الحلبة السياسية الصينية، استطاعت هذه القوّة الثقافية الجديدة، وهي في زيّ جديد وبأسلحة حديثة ومتّحدة مع جميع الحلفاء الذين يمكن آلاتّحاد معهم، أن ترصّ صفوفها وتشنّ هجمات بطولية على الثقافة الإمبريالية والثقافة الإقطاعية. ولقد اكتسبت هذه القوّة الجديدة تطوّرا كبيرا جدّا في حقل العلوم الاجتماعيّة وحقل الآداب والفنون، بما في ذلك الفلسفة والعلوم الاقتصادية والعلوم السياسية والعلوم العسكرية والتاريخ والأدب والفن (بما فيه المسرحية والسينما والموسيقى والنحت والرسم). وخلال العشرين سنة الماضية فإنّ هذه القوّة الثقافية الجديدة، أينما وجّهت هجومها، حقّقت ثورة كبرى في المضمون الإيديولوجي وفي الشكل (اللّغة المكتوبة وغيرها) على حدّ سواء، وكانت جبّارة الصّدى عظيمة الجبروت لا تُقهر حيثما توجّهت. وقد عبّأت الجماهير على نطاق واسع لا مثيل له في تاريخ الصين. وكان لو شيون هو الرّجل الأعظم والأشجع الذي حمل لواء هذه القوة الثقافية الجديدة. إنّ لو شيون هو القائد الرئيسي للثورة الثقافية الصينية، فهو لم يكن أديبا عظيما فحسب، بل كلن مفكرا كبيرا وثوريّا عظيما كذلك. كما كان أكثر الرّجال صلابة وثباتا، وأبعدهم عن التملّق والتذلّل، وهذه هي صفة رفيعة لا تُقدّر بثمن عند شعوب المستعمرات وشبه المستعمرات. إنّ لو شيون الذي يمثّل الغالبيّة العظمى من أبناء الأمّة بأسرها على الجبهة الثقافية، هو أكثر الأبطال الوطنيين صوابا وبسالة وحزما وإخلاصا وحماسا في الاقتحام والانقضاض على العدوّ، وبطل فريد منقطع النّظير في تاريخنا. والاتّجاه الذي كان يتّبعه لو شيون هو اتّجاه الثقافة الجديدة للأمّة الصّينيّة.
لقد كانت الثقافة الجديدة الصينية، قبل حركة 4مايو (أيار)، ثقافة تحمل صفة الديمقراطية القديمة، وهي جزء من الثورة الثقافية الرأسمالية البرجوازية العالمية. بيد أنها أصبحت، منذ حركة 4 مايو (أيار)، ثقافة تحمل صفة الديمقراطية الجديدة وجزءا من الثورة الثقافية الاشتراكية للبروليتاريا العالمية.
قبل حركة 4مايو (أيار)، كانت الحركة الثقافية الجديدة والثورة الثقافية في الصين تجري تحت قيادة البرجوازية التي كانت لا تبرح تلعب دورا قياديا. ولكن بعد حركة 4مايو (أيار) أصبحت ثقافة أو إيديولوجية هذه الطبقة أكثر تخلّفا من سياستها، ولم يعد في مقدورها أن تلعب أيّ دور قيادي، وأقصى ما تستطيعه أن تخدم إلى حدود معينة كحليف خلال الفترة الثوريّة، أمّا مسؤولية قيادة التحالف فلا بدّ أن تقع على كاهل ثقافة أو إيديولوجيّة البروليتاريا. هذه هي حقيقة دامغة ما من أحد يستطيع إنكارها.
إنّ ثقافة الديمقراطية الجديدة هي ثقافة الجماهير الشعبيّة المناهضة للإمبريالية والإقطاعية، وهي في الوقت الراهن ثقافة الجبهة المتّحدة ضدّ اليابان، ولا يمكن أن يوجّه هذه الثقافة سوى ثقافة أو إيديولوجية البروليتاريا أي الإيديولوجيا الشيوعية، أمّا الثقافة أو الإيديولوجية لأيّة طبقة أخرى فلا تستطيع أن تتولّى توجيهها. وبكلمة واحدة، فإنّ ثقافة الديمقراطية الجديدة هي ثقافة الجماهير الشعبيّة المناهضة للإمبريالية والإقطاعيّة والتي تقودها البروليتاريا.

## الثورة
في 5 أغسطس 1966 بدأ الزعيم الصيني ماو تسيي تونغ حملة شرسة ضد شخصيات عديدة في السلطة كان يريد التخلص منها بأي ثمن لأنها تحول دونه ودون الاستفراد بالحكم. ومن أهمها «ليوشوكي» الذي كان وقتها رئيساً للجمهورية والذي طرد من الحزب الشيوعي بعد ثلاث سنوات، بل إنه توفي في نفس السنة في السجن بسبب عدم تلقي العلاج اللازم.
في 8 أغسطس 1966، اتخذت اللجنة المركزية للحزب الشيوعي سلسلة من القرارات تضمنت ست عشرة نقطة من أهمها واحدة تدعو لمحاربة «الأفكار القديمة والثقافية العجوز والتقاليد البالية».
وكان حراس الثورة الصينية السياسية التي حصلت في نهاية أربعينات القرن الماضي حث شيانج كاي شيك أداة استخدمها «ماو» عبر مفهوم الثورة الثقافية للتخلص من كل منافسيه عبر هذا المصطلح ومع الحرس الثوري أقحم المزارعون والعمال والجيش لما وصفه منظرو الثورة الثقافية تطهير الجهاز الحاكم من الوصوليين والبرجوازيين.
وفي محاولة لانهاء العنف، أمر ماوتسي تونغ بتسريح الحرس الأحمر في نهاية عام 1968. واقتيد ملايين الشباب إلى الريف ليتعلموا الحياة الزراعية من الفلاحين، واستمرت عملية النفي الداخلي هذه لعشر سنوات، بل ان كثيرين من شباب الأمس مايزالون يتواجدون حتى اليوم في الريف.
وفي 9 سبتمبر 1976 مات ماوتسي تونغ، وبدأت بموته ثورة ثقافية مضادة أدت إلى إيقاف ما سمي «عصابة الأربعة» أي الشخصيات الأربعة التي اتهمت بالوقوف وراء «الثورة الثقافية» ومن بينها أرملة ماو.

## التأثير المباشر
لقد كان ينظر للـ«ثورة الثقافية البروليتارية العظيمة» كجزء أصيل من موجة الاحتجاجات والتمردات التي اكتسحت العالم في نهاية الستينات. لقد كان الطلبة في بكين وشنغهاى مثل أقرانهم في لندن وباريس وروما وبرلين وأماكن أخرى يتقدمون ضد محافظية وبيروقراطية النظام القديم. وكان يُنظَر لثورتهم كدليل واضح على أنه يمكن للصين تجنب انحطاط الثورة الذي حدث في روسيا تحت حكم ستالين.[3]
في الحقيقة كانت الثورة الثقافية صراعاً على السلطة عنيف ودموي داخل الطبقة الحاكمة؛ اُعتقل وسُجِنَ فيه الملايين ومات مئات الآلاف. نقل ماو الصراع للشوارع لسبب واحد بسيط : لو تم قصر النزاع على الطبقة الحاكمة لكان خسر المعركة لقد كان المظهر ‘الثقافي’ الوحيد للثورة الثقافية هو ذريعتها.
في عامي 1959 و1961 كتب نائب عمدة بكين مسرحيتين عن قاضي صادق وشجاع من القرن السادس عشر كان يهاجم الإمبراطور لظلمه وعدم اكتراثه بفقر الفلاحين. كان الإيحاء لماو واضحاً، فقرر ماو في أواخر 1965 أن يرد بهجوم مضاد ولكنه لم يجد أي جريدة في بكين توافق على نشر مقاله. ونُشِّرَت المقالة في النهاية في دورية مغمورة في شنغهاى، وعلى هذا الأساس المهلهل بدأ ماو حملة جديدة.
لم يكن بإمكان أعدائه تجاهل ذلك، ولذا تحركوا لقيادة الحملة حتى يحولوا دون ضربها لهم. وبفعلهم ذلك سقطوا في الحفرة التي حفرها ماو لهم، ففي مايو 1966 حقر ماو أعمالهم ودعا إلى انتفاضة بعرض الصين ضد «هؤلاء الأشخاص في السلطة المتخذين الطريق الرأسمالي». وفي شعار دوى في كل أنحاء الصين أعلن ماو : «إنه حق أن نثور» (ولم يلحظ معظم الناس في ذلك الوقت مدى سخافة أن تكون الثورة مبررة متى سمح الحاكم بها).
في الحقيقة كان الخلاف يدور حول تقسيم السلطة داخل الطبقة الحاكمة، وهل سيكون ماو ديكتاتوراً فوق الطبقة الحاكمة بأكملها أم مجرد عضو في قيادتها العليا؟ لقد كان أعداء ماو يحاولون تقليل سلطته منذ القفزة الكبرى لتحويله لمجرد رمز بدون سيطرة حقيقية على الإدارة اليومية لشئون المجتمع. ولكن بفعلهم ذلك فقد قووا السلطة الأخلاقية لماو كقائد للثورة، تلك التي استطاع بها إثارة الناس ضدهم.
حصل ماو في بكين على ما أراد -إزالة أعداءه من السلطة- في الحال. ولكن لكي يتكرر ذلك في المقاطعات كان ضروريا أن تنقل المعركة إلى الشوارع. كان هذا هو الدور الحقيقي «للحرس الأحمر» الشهير:
ومنذ أغسطس 1966 تم تكوين مجموعات الحرس الأحمر بين طلبة الجامعات وتلاميذ المدارس بعرض الصين. لقد لمست دعوة ماو للطلبة بالتمرد وترا حساسا عندهم خصوصا وأنهم متورطين في نظام تعليم مذل وخانق. تحرك الطلبة بسرعة من مهاجمة مدرسيهم ومسئولي مدارسهم إلى مهاجمة البيروقراطية المحلية. فتم جّر المسئولون المكروهون (في المدن كان معظم المسئولين مكروهين) من داخل مكاتبهم وعُرِضُوا في مواكب في الشوارع يرتدون برانيط للأغبياء أو يافطات معلقة حول رقابهم وأرغموا على الاعتراف «بجرائمهم» في محاكمات شعبية.
امتد الإرهاب ليشمل أهدافا أوسع وأوسع. تم تحطيم كل شئ يمكن اعتباره «برجوازيا» أو «إقطاعيا»، وتم حرق المكتبات ونهبت المعابد والمتاحف التي كانت تحتوى على أعمال لا تقدر بثمن وأصبح أي شخص تعلم في الغرب أو عاش جزءا من حياته في الغرب «هدفا للنضال»
وأخذت عبادة ماو تمتد إلى درجات قصوى لم تشهدها حتى روسيا ستالين. لقد كان ماو يوصف بأنه «الشمس الحمراء في قلوبنا» واعتبرت عدم القدرة على تسميع مختارات من كتاب ماو «الكتاب الأحمر الصغير» دليل على عدم الولاء. وكان ينتظر من كل أسرة أن تبدأ يومها بالانحناء أمام صورة ماو، بالضبط كما كانوا ينحنون أمام آلهة الأسرة. ولما قيل أنه عام في نهر اليانجستى (في ربع وقت الرقم العالمي لهذه المنافسة) مات المئات من الحرس الأحمر في محاولات لتقليده.
وتوقف النظام التعليمي تماما حين أتجه الملايين من الطلبة إلى بكين على أمل مجرد أن يلمحوا ماو وأن يبدءوا «مسيرات طويلة» (شبيهة بمسيرة ماو) بعرض الصين ليصلوا إلى «المزارات الثورية». كل هذا وصفه المراقبون بـ «هلوسة جماعية»، إلا أن الأمر كان له منطقه الخاص به. لقد كان ماو وأتباعه يحتاجون أن يضربوا بسياط الحماس على الطلبة والآخرين لدرجة الحمى حتى يضمنوا طاعتهم العمياء وكما ذكر أحد مسئولي البحرية، «لابد أن ننفذ تعليمات الرئيس ماو حتى عندما لا نفهمها».
إلا أنه بحلول أواخر 1966 وصلت الفوضى لدرجة أضطر ماو معها إلى تهدئة الحركة. واتضح أن هذا مستحيل -لقد خرج الموقف تماما عن سيطرته.
لم يتلق البيروقراطيون المحليون الضربات وهم مستلقون أرضاً. قليل منهم كان يمكنه مخالفة ماو علانية. على سبيل المثال، تعامل حاكم مقاطعة زينجانج الغربية البعيدة مع الطلبة المتظاهرين ضده بإطلاق النار عليهم قاتلا إياهم في الشوارع. (وبعد عامين تم تعيينه رئيسا للجنة الثورية" التي أسست لتعلن نهاية الثورة الثقافية)!
إلا أن معظم المسئولين المحليين أعلنوا تأييدهم الأبدي لماو منظمين مجموعاتهم من الحرس الأحمر ومتهمين هؤلاء الذين هاجموهم بأنهم أنفسهم «أعداء الثورة». وبدأت العصابات المتحاربة التي تتكون من المئات وأحيانا الآلاف في التضاعف العددي. كان يوجد في مدينة ووهان في وسط الصين على الأقل 54 من تلك العصابات؛ وأسفرت إحدى المعارك عن مقتل 250 شخص وإصابة 1500 على الأقل.
وفي حرم جامعة قنجهوا العريقة ببكين، وقعت المعارك واستخدمت فيها قذائف الهاون والقنابل المصنعة منزليا. وفي مدينة تشانجشا لجأت مجموعة فشلت في إخراج أعدائها من مبنى بوسط المدينة إلى استخدام الصواريخ المضادة للطائرات لإخراجهم! لم ينسفوا أعدائهم فقط بل نسفوا المبنى كله.
وبحلول صيف 1967 كانت أجزاء كبيرة من الصين تتجه بسرعة نحو حرب أهلية شاملة. وقد وصف شخص كان ضمن الحرس الأحمر تشانجشا في ذلك الوقت بأنها «….مرعبة للغاية. لقد كانت الطلقات تصفر في الشوارع، حيث كان أزيز موتوسيكل أو صوت سرينة يعنى العنف والمأساة. ورسمت خطوط بيضاء عريضة حول بوابات الكثير من الوحدات (المصانع) حيث كان الحرس المسلحون ينتظرون على الجانب الآخر ليطلقوا النار على أي شخص يتعدى الحدود بدون تصريح. كان هناك حظر تجول من التاسعة مساء ولم يكن أحد يرغب في الخروج أثناء النهار إلا إذا كان مضطرا؛ كان هناك تقارير كثيرة عن مصرع بائعي خضراوات أبرياء بطلقات عشوائية، بينما ثبت الناس نوافذهم من الداخل بالملصقات ليحولوا دون تحطيمها لأن المدينة كانت تهتز بالانفجارات وبإطلاق النار. وفي أثناء الليل كانت الدنيا تضاء تماما ثم تظلم مع سقوط الصواريخ».(11)
ولكن ظهر للطبقة الحاكمة خطرا أعمق من مجرد الحرب الأهلية: ظهور الطبقة العاملة الصينية كقوة مستقلة في السياسة الصينية. فلقد أسس البيروقراطيون المحليون الكثير من مجموعات الحرس الأحمر من عمال المصانع، ومنذ نهاية 1966 بدأ هؤلاء العمال يقومون بإضرابات ومظاهرات من أجل مطالبهم الخاصة حول الأجور، وظروف وساعات العمل، وضد امتيازات الإدارات.
بدأت موجة الإضرابات بشنغهاى في ديسمبر 1966 حيث استمرت لمدة شهر. وفي ربيع وصيف عام 1967 انتشرت لتشمل العمال الصناعيين في كل الصين، وجاء الانتشار في بعض الأحيان من خلال عمال السكة الحديد (الذين كانوا في طليعة موجة الإضرابات منذ البداية)، ويأتي هذا في الغالب كردود أفعال مستقلة على الظروف المفزعة التي واجهوها في كل مكان. استمر كل إضراب لمدة قصيرة يعود بعدها العمال للعمل بعد الفوز بمطالبهم الأساسية ولم يكن هناك إلا القليل من التقارير عن التنسيق بين العمال في المدن المختلفة (والاستثناء الملحوظ هنا هو عمال السكة الحديد) ولكن كلما عاد فريق من العمال للعمل خرج فريق آخر في إضراب.
في وضع كان فيه الحزب وجهاز الدولة مشلولين كانت القوة الوحيدة التي يمكن لماو الاعتماد عليها لإعادة النظام هي الجيش. ولكن رغم أنه كان من الممكن الاعتماد على القوات المسلحة في كسر الإضرابات، وإطلاق النار على المظاهرات، إلا أنه كان من الصعب الاعتماد عليها في تلقي الأوامر من ماو. فلقد كان الكثير من القادة العسكريين على صلة وثيقة بالمسئولين المحليين الذين هاجمهم الحرس الأحمر، وكانوا كارهين لأخذ أوامر من الأشخاص الذين اعتبروهم مسئولين عن فوضى الشهور الـ 18 السابقة.
وظهرت حدة هذه المشكلة بشدة من خلال عصيان قيادة جيش ووهان في يوليو 1966. وتم إرسال اثنين من كبار مسئولي الثورة الثقافية من بكين لمحاولة التوسط في ما كان قد أصبح ثأرا دمويا عنيفا بين مجموعات مختلفة من الحرس الأحمر. وعندما وصلوا اُخْتُطِفُوا من قِبَل قادة الجيش المحليين. أمر ماو بمحاصرة المدينة بالقوات الخاصة وبالكاد تم تجنب حرب ضخمة. ولكن جاء عقاب المتمردين أقل شدة من عقاب ضحاياهم.
المنطق وراء ذلك كان بسيطا. لقد كانت الحاجة لإعادة النظام أهم بكثير من الحاجة للتخلص من خصوم ماو داخل الطبقة الحاكمة. فلإعادة النظام كان ماو يحتاج للقوات المسلحة التي كان قوادها على مستوى المقاطعات على صلة وثيقة بخصومه. لذا فبدءا من صيف 1967 بدأ الجيش يسيطر على الحكومات المحلية والجامعات والمصانع ويفرض نهاية للقتال بين مجموعات الحرس الأحمر. ومع تعزيز الجيش لسلطته في كل مقاطعة تم تكوين «لجان ثورية» محلية لتعلن نهاية الثورة الثقافية في المنطقة. سيطرت القوات المسلحة على تلك اللجان لكنها أيضا اعتمدت كثيرا على المسئولين المحليين الذين كانوا يُسحَلون قبل عام واحد في الشوارع كـ «أعداء للثورة». وجاءت مشاركة الحرس الأحمر إما رمزية أو معدومة على الإطلاق.
أما رد فعل الكثير من المجموعات المكونة للحرس الأحمر فلقد كان استخلاص أن «الأشخاص في السلطة الذين يتخذون الطريق الرأسمالي» كانوا أكثر انتشارا مما كان يُعتقد، وأنه تجب محاربة السلطة الجديدة.
لذا لم يشهد 1968 نهاية للقتال بل تكثيفا له. بالنسبة للكثير من تلك المجموعات كان تصعيد نضالاتهم يعنى ببساطة المزيد من السقوط في العصاباتية. ولكن آخرين اتجهوا بحدة نحو اليسار، ومجموعة أخرى على الأقل طورت تحليلا اشتراكيا ثوريا للصين، طارحةً أن المشكلة لم تكن مشكلة أفراد بل مشكلة «طبقة رأسمالية حمراء».
حققت «تشينجوليان» -كما سميت المجموعة-(12) شهرة قومية في مارس 1968 بنشر البيان البرنامجي الخاص بها، و«إلى أين تمضى الصين»، كتبت المجموعة «…إن المتناقضات الاجتماعية الأساسية التي أنتجت الثورة الثقافية البروليتارية العظيمة هي التناقضات بين حكم البرجوازية البيروقراطية الجديدة وجماهير الشعب. إن تطور وتكثيف هذه التناقضات يقرر أن المجتمع بحاجة إلى تغير أكثر عمقا- التخلص من البرجوازية البيروقراطية، التحطيم الكامل لجهاز الدولة القديم، تحقيق الثورة الاجتماعية، إعادة توزيع الثروات والسلطة وإقامة مجتمع جديد -كوميونة الشعب الصينية».(13) ومضت المجموعة تجادل بأن «اللجان الثورية» الجديدة ما هي إلا مسخة، وأن الجيش أصبح قوة مضادة للثورة وأن المهمة المباشرة هي تسليح العمال.
كان رد فعل الدولة زيادة القمع. مع نهاية 1968 بدأت ترحيلات جماعية للشباب إلى الريف في محاولة لكسر الحرس الأحمر. أعطت هذه الأوامر، التي أصدرها ماو شخصيا، المسئولين المحليين -العائدين الآن إلى مراكزهم بعد أن أُهِينوا- الفرصة للانتقام من معذبيهم. بحلول منتصف السبعينات ثم ترحيل ما يقرب من 17 مليون شخص (أي حوالي 10% من تعداد سكان المدن) إلى الريف.
كان هناك ما هو أسوأ من الترحيل. في مقاطعة جوانكس الجنوبية أدى القمع إلى موت حوالي 100 ألف وتحطم معظم المدينة التي تدعى ووزهو. ووقعت مذابح مماثلة في عدد من المقاطعات الأخرى خاصة في جواندونج ووسط منغوليا.
تم إنهاء الثورة الثقافية رسميا في المؤتمر التاسع للحزب الشيوعي الصيني 1969، ويبدو أن تبادل إطلاق النار مع القوات الروسية في الشهر الذي سبق المؤتمر كان هو العنصر النهائي الذي دعي الفرق المختلفة للدعوة للتوقف. ولكن استمرت اضطرابات خطيرة لفترة من الوقت في المقاطعات المذكورة ولم تعيد الطبقة الحاكمة سيطرتها الكاملة إلا في 1971.
ويمكن رؤية هذه الاضطرابات من أمر أرسل من بكين إلى مقاطعة شانكس في يوليو 1969. حرم هذا الأمر صراحة إخفاء أو بيع أو نقل الأسلحة، حرم استخدام مصانع الدولة لصناعة الأسلحة للاستخدام الشخصي؛ تخريب الطرق أو السكك الحديدية؛ نهب البنوك؛ وتنظيم الإضرابات. وأُعطي المضربون ضمانات بأنهم لن يُعاقبوا إذا عادوا للعمل خلال شهر. (14) وضح جلياً عجز البيروقراطية عن قمع الإضرابات بالعنف فقط.
ووضح أيضا أن المعارضة العنيفة للطبقة الحاكمة لم تكن مجرد عمل «حفنة من العناصر السيئة» بل نشاطا جماهيريا. ورغم توحيد كل الفرق داخل الطبقة الحاكمة مؤقتا بسبب تخوفهم من المعارضة من أسفل، إلا أن الدمار الذي أحدثته الثورة الثقافية وحقيقة أنها لم تحل أيا من الانقسامات كان يعنى أنه تم فقط تأجيل نزاعات الفرق إلى وقت لاحق.
في أعقاب الثورة الثقافية واجهت الطبقة الحاكمة مشكلتين جوهريتين. كلاهما مثل تحديا كبيرا لإستراتيجية ماو لتطوير الاقتصاد الصيني.
الأولى: كانت مهمة إعادة بناء الحزب وأجهزة الدولة. فإعادة الثقة المبعزقة للمسئولين الصغار الذين كانوا يديرون تلك الأجهزة كانت مهمة شديدة الصعوبة. وهنا أصبحت إستراتيجية ماو في إبقائهم على أطراف أصابعهم، من خلال برنامج من الحملات المستمرة -والمتناقضة- منذرة بالخطر المباشر، فالذي كان يريده المسئولون العائدون الآن لمراكزهم هو السلام والهدوء وقيادة في بكين تعرف ماذا ستفعل قبل سنتين من فعله.
الثانية: كانت الاقتصاد. كان واضحا أن فترة طويلة من السياسات الاقتصادية الليبرالية كانت ضرورية ببساطة لإصلاح الخراب الذي حدث خلال الأعوام القليلة التي انقضت، بالضبط كما كانت الضرورة بعد «القفزة الكبرى». ولكن بالنسبة لجزء من الطبقة الحاكمة – التي مثّلها في البدء زاو إن لاى ثم دينج زياوبنج- كان من اللازم وجود تحدي عميق للأرثوذكسية.
كان العلم والتكنولوجيا الصينيين أكبر ضحايا الثورة الثقافية. ففي خلال أربعة سنوات لم يتخرج طالب واحد بينما قضى معظم العلماء الصينيين تلك الأعوام ينظفون الشوارع ويزرعون الأرز. وغدي واضحا عندئذ أن إستراتيجية ماو في اللحاق ببقية الاقتصاد العالمي من خلال تطوير «اقتصاد تحت الحصار» غير صالحة مطلقا.
إلا أنه مع حلول الأزمة الاقتصادية العالمية في السبعينات والخطر الحقيقي للحرب مع الاتحاد السوفيتي - حيث كانت التوترات على الحدود الشمالية تتصاعد بثبات منذ صدامات مارس 1969 - أصبح الضغط من أجل المنافسة أكبر من أي وقت مضى. آنذاك كان زاو إن لاى يجادل بأن الحل الوحيد يمكن في فتح الاقتصاد للرأسمالية الغربية –وبالذات الولايات المتحدة واليابان- للحصول على التكنولوجيا والمصانع المتقدمة. مثل تلك الإستراتيجية كانت حتما ستثير معارضة هؤلاء الذين وصلوا للسلطة أثناء الثورة الثقافية.
وفوق كل الفرق وقفت شخصية ماو الغامضة التي تقل مقدرتها العقلية مع كبر سنه، ولكنه كان مازال يستطيع أن يضرب فرقة بأخرى لتعظيم سلطته. كان من الواضح لمعارضيه أنه لم يكن لديه إستراتيجية متماسكة للسبعينات ولكن من الواضح بنفس الدرجة أنه لم يكن بمقدور أي فرقة أن تفرض رغبتها على الطبقة الحاكمة ككل إلى أن يموت ماو.
وشهدت الأعوام الستة التالية سلسلة من النزاعات المعقدة والعنيفة بين الفرق؛ حيث كانت كل مجموعة تسابق من أجل الحصول على ميزة مؤقتة ضد الأخريات. تم قتل لين بياو، الخليفة الذي أختاره ماو مع أفراد من أسرته، صعد دينج زياو بينج للسلطة، تم خلعه، ثم عاد مرة أخرى. إلا أنه لم يأت المخرج الحاسم من هذه الحلقة من داخل الطبقة الحاكمة بل من انتفاضة في الشوارع كانت أهم تحدي للنظام منذ تأسيسه –«انتفاضة ميدان السلام السماوي» أبريل 1976 عندما شارك في بكين وحدها أكثر من 100 ألف شخص في معارك نزالية مع البوليس وقوات المليشيات والجيش.
جاءت شرارة الانتفاضة عندما تم إزالة أكاليل تخلد ذكرى زو إن لاي -الذي مات في العام السابق، والذي كان يحترم جدا كالرجل الوحيد القادر على مواجهة مبالغات ماو- من تمثال بوسط بكين. عندما تحرك البوليس لتفريق المتظاهرين الذين كانوا يطالبون بعودة الأكاليل اندلعت المعارك، وسرعان ما انتشرت لكل الميدان مجتذبة أعدادا متزايدة كلما زاد عدد البوليس والميليشيا التي هرعت للميدان للسيطرة على المعارك. استمر الشغب طوال اليوم، وحرقت فيه سيارات وأقسام البوليس، وأُرغِم الجنود على التراجع تحت وابل الحجارة وتحطيم متاريس ثكنات الميليشيات. تم إنهاء الشغب فقط أثناء الليل عندما ضرب البوليس المئات المتبقية في الميدان حتى الموت عندئذ «أعاد البوليس النظام» تماما. وسُمِع عن انتفاضات مماثلة في مدن هانجزاو، نانجبيغ، زنجزاو، كمنج وجويانج وفي مقاطعات أنهوى وجوانكسى.(15)
ويمكننا فقط تخمين مقدار الرعب داخل صفوف الطبقة الحاكمة في تلك اللحظات. لقد وقعت أحداث بكين على بعد أقل من ميل من الحي المغلق في المدينة حيث كان كبار الحكام يعيشون - وحيث كان ماو يرقد على سرير الموت. وأسرع هؤلاء الحكام بإحكام الطريق أمام هذا الخطر القادم من الشوارع. حُمِّل دينج زياو بينج مسئولية الشغب وتم خلعه في الحال. وبدأ قمع واسع النطاق قُبِضَ فيه على أكثر من 100 ألف شخص من بكين وحدها.
ولكن محاولة خلع زينج زياو بنج كانت ذات أثر قصير جدا. فبغض النظر عن احتمال أن يكون هو الذي نظم الشغب أم لا، كان من الواضح أن الأمر هو تظاهرات جماهيرية لتأييده؛ وضد أقرب معاوني ماو، المجموعة المعروفة بـ«عصابة الأربعة».(16) الاستنتاج الذي استخلصته معظم البيروقراطية هو ضرورة رحيل هذه «العصابة». ورغم عدم شعبيتهم على الإطلاق حتى بين أكثر مؤيدي ماو تشددا (ممن كانوا يعرفون أن السفينة تغرق عندما يحدث ذلك) تشبثت «العصابة» بالسلطة فقط من خلال مساندة ماو. وفي سبتمبر 1976 مات ماو.
بعد ذلك بشهر تم القبض على «العصابة» بالقوة وأعقب ذلك طقوس الإدانة: لقد كانوا عملاء للرأسمالية الغربية منذ أعوام، معارضين متشددين لماو وكل ما كان يمثله، بل ومسئولين عن كل جرائم الثورة الثقافية. وعندئذ تحولت آلة الدعاية - التي بنوها أثناء الثورة الثقافية واستخدموها بعنف ضد أعدائهم- إلى سلاح ضدهم، إذ وُجه إليهم وابلاً من الأكاذيب والافتراءات.
وقد اعترف أحد الماويين الكنديين مدافعاً عن الاعتقال: «…لقد استخدمت صحيفة الشعب اليومية الرسمية نفس اللغة لوصف الأربعة وجرائمهم كما فعلت لإدانة دينج زياو بنج قبل ذلك بأشهر قليلة، ويمكن أن يُعذَر الشخص الذي يعتقد أن المقالات كانت أحيانا مجرد إعادة كاملة مع التغيير المناسب في الأسماء لمراعاة التغير في الظروف».(17)
وبموت ماو واعتقال أقرب مؤيديه، أصبح المسرح خاليا أمام فرقة «التحديث» بقيادة دينج زياو بنج لفرض سيطرتهم على الطبقة الحاكمة ككل. وبحلول عام 1978 كان دينج قد أزال المعارضة الفعالة المتبقية وبدأ بطريقة منظمة في هدم إستراتيجية ماو الاقتصادية. تم التخلي عن اقتصاد الحصار في مصلحة الانفتاح على الرأسمالية الغربية واليابانية وتطوير «اشتراكية السوق» كالطريق الوحيد لجذب الصين خارج الركود والفقر الذين خلفهما ماو.